# Сборная Вьетнама по мини-футболу
Национальная сборная Вьетнама по мини-футболу представляет Вьетнам на международных соревнованиях по мини-футболу.

## Участие в турнирах

### Чемпионат мира по мини-футболу
- 1989 — не участвовала
- 1992 — не участвовала
- 1996 — не участвовала
- 2000 — не участвовала
- 2004 — не участвовала
- 2008 — не участвовала
- 2012 — не участвовала
- 2016 — 1/8 финала
- 2021 — 1/8 финала

### Чемпионат Азии по мини-футболу
- 1999 — не участвовала
- 2000 — не участвовала
- 2001 — не участвовала
- 2002 — не участвовала
- 2003 — не участвовала
- 2004 — не участвовала
- 2005 — Предварительный раунд
- 2006 — не участвовала
- 2007 — не участвовала
- 2008 — не участвовала
- 2010 — Предварительный раунд
- 2012 — не участвовала
- 2014 — 1/4 финала
- 2016 — 4 место
- 2018 — 1/4 финала
- 2022 — 1/4 финала

## Состав
| №  | Игрок            | Клуб             | Год рождения |
| -- | ---------------- | ---------------- | ------------ |
| 1  | Ву Ван Кха       | Тайшоннам        | 1994         |
| 2  | Нгуен Ван Хюи    | Тайшонбак        | 1989         |
| 3  | Нгуен Динь И Хоа | Санна Кханьхоа   | 1993         |
| 4  | Ву Суан Ду       | Тайшоннам        | 1991         |
| 5  | Нго Нгок Шон     | Тайшоннам        | 1995         |
| 6  | Нго Пху Нам      | Тайшоннам        | 1993         |
| 7  | Чен Лонг Вю      | Тайшоннам        | 1988         |
| 8  | Фунг Чонг Луан   | Тайшоннам        | 1985         |
| 9  | Нгуен Минь Три   | Тайшоннам        | 1996         |
| 10 | Нгуен Бао Цюань  | Тайшоннам        | 1983         |
| 11 | Чан Ван Ву       | Тайшоннам        | 1990         |
| 12 | Дань Фат         | Тайшоннам        | 1993         |
| 13 | Зыонь Ань Тунь   | Тайшонбак        | 1995         |
| 14 | Фам Дык Хоа      | Тайшоннам        | 1991         |
| 15 | Чан Тай Юи       | Анфуок Биньтхуан | 1995         |